# Arasinagundi, Jagalur
Arasinagundi là một làng thuộc tehsil Jagalur, huyện Davanagere, bang Karnataka, Ấn Độ.